# 堀江美都子
堀江 美都子（ほりえ みつこ、1957年3月8日 - ）は、日本の歌手、声優、女優。本名、浅見 美都子（あさみ みつこ）（旧姓：堀江）。愛称は「ミッチ」「ミッチー」。神奈川県大和市、横浜市出身。血液型はAB型。身長は153cm。

## 人物紹介

### 歌手業
1969年の紅三四郎での歌手デビュー以来、アニメソングを中心とした活動を展開し、「アニメソングの女王」「アニソン界のプリンセス」の異名をとる。また、ささきいさお、水木一郎、大杉久美子らとともに、「アニソン四天王」と呼ばれる。
堀江の歌う楽曲は「キャンディ・キャンディ」など、ポップなミディアムテンポのイメージがあるが、「ふりむけばDanger!」でのパワフルな声量を生かしたロック調のハードな楽曲や、「ペペロの冒険」での低音を強調した勇壮な楽曲など幅広いジャンルを歌いこなす。海外へ輸出されたアニメ主題歌を現地語吹き替えで歌唱した例もある。また『超電磁マシーン ボルテスV』では、女性初となるロボットアニメ主題歌のメインボーカルを務めた。特撮ジャンルにおいても、ささきいさお・水木一郎らとのデュエットながら主題歌を担当している。
1980年以降は、アルバム『IMAGE（イマージュ）』をはじめオリジナル楽曲によるLPレコードをいくつか発表している。また、数曲ではあるが他の歌手へ楽曲提供もしている。
後述の声優業も活発だったため、『愛してナイト』『ひみつのアッコちゃん（第2シリーズ）』や『私のあしながおじさん』など、主題歌・主演の双方を担った作品も多い。またヒルダ役で出演した『聖闘士星矢』では、声をあてていない城戸沙織／アテナのテーマソング「アテナの子守唄」を歌唱している。

### 来歴
両親は共に地方公務員。
音楽好きな両親は堀江をバイオリニストにしたいと考え、小学1年生からバイオリンを習わせたが、自身は歌の方が好きだったという。1966年、『日清ちびっこのどじまん』へ出場し準優勝を果たす（堀江の歌唱力の高さを感じた叔母が応募）。その後は、テレビ局系列の合唱団へ所属した。1969年、アニメーション『紅三四郎』の主題歌を担当することになりコロムビアレコードよりアニメ歌手としてデビューする。
1976年に主題歌を担当した『キャンディ・キャンディ』のヒットにより、業界内外へ存在感を示した。1979年の『花の子ルンルン』もヒットし、以降も多数の作品で主題歌や挿入歌を担当することとなった。
1984年9月に結婚。
50歳を迎えた後も第一線で活動しており、2007年の『風の少女エミリー』では久々に主題歌を担当した。

### 補足
- 公認ファンクラブ名は「トムボーイ」（tom-boy。「お転婆娘」の意）。
- 東京都内にてボーカルスクール『堀江美都子シンガーズ・ラボ』を主宰する。
- 夫は元シグナルのメンバーで、現在は堀江の個人事務所「エディット」の代表を務めるあさみあきお。仲人は、堀江・あさみとMBSヤングタウンにてパーソナリティを共に務めた笑福亭鶴瓶夫妻。1994年、男児が誕生。
- かつてアニメソングは、レコード会社において童謡などと同じく学芸部で扱われていた。しかし、堀江の「キャンディ・キャンディ」のメガヒットを受け、他のレコード会社でもアニメソング専門部署を立ち上げ、プロモーションに注力するようになった。そのため、日本コロムビア社内では堀江を「美空ひばりの次に偉い人」として扱っている[13]。
- 堀江を一躍有名にした『キャンディ・キャンディ』の主題歌だが、ライブなどにおけるリクエストがあまりにも多く「お客さんは歌手としての自分よりも、この曲を聴きに来たのではないか？」と疑心暗鬼となり、「自分にとって最大のライバル」とみなし一時期封印していたことがある。この決断により、期待していた観客がライブ途中で帰ってしまうことがあった。その後、”歌手・堀江美都子”が広く認識されていると徐々に感じはじめて以降は、抵抗なく歌えるようになったという[14]。
- 1999年、フィリピンにて『ボルテスVの歌』が大ヒット（フィリピンでの初放送は1978年。21年後となる1999年1月から再放送。2世代にわたる支持により30%超えの高視聴率によって大ブレークを果たす。現地では、子供から大人まですべての歌詞を日本語で覚えている。CDは8万枚以上のセールスを記録[15])。1999年9月、チャリティーで訪れたフィリピンでのライブでは、走行する道路の信号がすべて青信号になるなど、国賓並みの待遇を受けた。

### 声優・女優業
1976年の特撮作品『宇宙鉄人キョーダイン』では女優として出演。その後もいくつかオファーを受けたが、体力的な負担の大きさから、基本的にオファーは断っている。2013年の深夜特撮ドラマ『非公認戦隊アキバレンジャー シーズン痛』において、およそ37年ぶりにドラマへ出演。
1977年開催のミュージカル『マチャアキのそんごくうの大冒険』にて三蔵法師役を演じた。
スタジオで主題歌を歌唱中、その場に居合わせたプロデューサーやテレビ局関係者からの「主人公の声とイメージが合うね」という言葉を受けオーディションに臨んだ。1978年、『宇宙魔神ダイケンゴー』（クレオ役）にて声優業に初挑戦し、その後青二プロダクションへ所属。声優として歌手業にせまる精力的な活動をみせ、『魔法少女ララベル』（ララベル役）、『ひみつのアッコちゃん（第2シリーズ）』（アッコ役）など主演作も多い。特に世界名作劇場シリーズでは、『愛少女ポリアンナ物語』（ポリアンナ役）、『私のあしながおじさん』（ジュディ役）、『家なき子レミ』（レミ役）と、同シリーズ最多となる3度の主演歴を持つ。そのため、山田栄子・潘恵子らと共に、シリーズを代表する声優としてしばしば名前が挙がる。
このほか『Dr.スランプ アラレちゃん』（オボッチャマン役）、『プロゴルファー猿』（若葉役）、『宇宙船サジタリウス』（シビップ役）などのヒットアニメに出演。かわいらしいキャラクターを主に担当するが、『まじかる☆タルるートくん』（座剣邪寧代役）では不良少女、『聖闘士星矢』（ヒルダ役）、『美少女戦士セーラームーン セーラースターズ』（ギャラクシア役）では悪役を演じた。本業が歌手であることから、ストーリー上で歌唱するキャラクターに起用されることも多い。

### 経緯
堀江の声優業進出は、「主題歌を担う人物が主役およびヒロイン役を務めれば、その番組のアイドルになれるのでは」というアニメ業界の思惑によるものだった。したがって堀江は演技の基礎さえまったく習うことなく、業界に放り込まれるかたちとなった。このためデビュー作『宇宙魔神ダイケンゴー』出演時には、音響監督である本田保則から「まだ指導できるレベルにも達していない」と厳しく評価された。
こうした環境の中で、「歌手として参加し続けるのでは居心地が悪く、チームワークも上手くいかない」と考えた堀江は声優業にも注力しはじめ、徐々に楽しいと感じられるようになったという。
当初は主題歌を務める作品での出演が大半だったが、徐々に声優としてのみの出演も増加。堀江はこのことについて「少しは認めて頂けたのかと思い、とても嬉しかった」と述懐している。特に『愛少女ポリアンナ物語』は「自分を救ってくれた作品」としている。

### エピソード
- 「キャラクターの声で歌う」というキャラクターソングを務めた経験は、本業である歌手業の幅が広がった。
- 『ひみつのアッコちゃん（第2シリーズ）』では、主題歌担当を前提にオーディションを受けることなくアッコ役に抜擢された。現在でもアニソン関連のテレビ番組にて同主題歌を歌唱することが多く、「テクマクマヤコン テクマクマヤコン ○○になれ〜」の台詞と共に歌い出すのが通例である。
- 『覚悟のススメ』では、自身をモデルとしたキャラクターである掘江罪子を演じた。当初は過激な内容に難色を示したが、原作者の山口貴由が堀江のファンクラブ会員であり、再三の熱烈なオファーの末に配役が実現[16]。のちに山口作画の『シグルイ』へも「友情出演」のかたちで参加している。
- 近年では声優業から離れているが、堀江本人は「機会があればやりたい」という姿勢を示している。
- 俳優として活動した一時期、『クイズダービー』（TBSテレビ）のゲスト回答者として出演している。
- 「日清ちびっこのどじまん」司会者である大村崑との久々の再会は、『オールスター家族対抗歌合戦』の決勝戦の場だった。

### DJ
ラジオ番組『ミッチの独言倶楽部』（MBSラジオ）、『オー!サンデー、ミッチとアキラの底抜け日曜拳銃』（ニッポン放送）、『ラジオころちゃんパック』（AM神戸）、『ラジオアニソン女子部』（同）、『ハローこちらミッチ放送局』（CBCラジオ）、『ミッチプレゼンツ・あしたがすき』（AM岐阜ラジオ 他）などにパーソナリティーとして出演。
『MBSヤングタウン』（MBSラジオ）月曜日を担当
- 1981年10月から1982年3月パーソナリティ：笑福亭鶴瓶、あさみあきお、堀江美都子
- 1982年4月から1983年3月 パーソナリティ：明石家さんま、あさみあきお、堀江美都子
- 午前零時台に“ドクターミッチ”がリスナーからの相談、悩みを解決するコーナーがあった。
- 明石家さんま、あさみあきお、堀江美都子の特別ユニット「SAM-Sing」が歌う番組用の歌があった。
- 1984年このラジオ番組が縁であさみあきおと結婚。番組のパーソナリティ同士の結婚は初めてだった。

現在も「アニソン女子部」の部長としてアニメソングを広めようと展開している。

## 出演（歌手業）

### アニメソング
- 紅三四郎（紅三四郎 主題歌）
- アクビ娘の歌（ハクション大魔王 ED[17]）
- 魔法のマコちゃん/ボクはマコについてゆく（魔法のマコちゃん 主題歌・ED）
- 心のうた（さすらいの太陽 ED）
- ランのうた（原始少年リュウ ED）
- けろっこデメタン/まけるなデメタン（けろっこデメタン 主題歌・ED）[注釈 2]
- 緑の陽だまり/ロッキーとポリー（山ねずみロッキーチャック 主題歌・ED、「ミッチーとチャタラーズ」として）
- 帰ろうよランラララン（ウリクペン救助隊 挿入歌）
- ジムボタンの歌/ポッコちゃんがすき（ジムボタン 主題歌・ED）
- ビューナスAの歌（グレートマジンガー 挿入歌）
- ジュンの歌（グレートマジンガー 挿入歌）
- ぼくらきょうだいてんとう虫/ひよこでしゅら（てんとう虫の歌 主題歌・ED）
- サザエさんのうた/あかるいサザエさん（サザエさん 火曜版主題歌・ED）
- ラ・セーヌの星/わたしはシモーヌ（ラ・セーヌの星主題歌・副主題歌 第1話・第2話のみ）
- シンドバットの冒険/シンドバットのうた（アラビアンナイト シンドバットの冒険 主題歌・ED）
- かぜふくたびに〜クムクムのうた/サウルスくーん またね/あそぼう（わんぱく大昔クムクム 主題歌・ED・挿入歌）
- ペペロの冒険/風よつたえて（アンデス少年ペペロの冒険主題歌・ED）
- ほらハックルベリィ・フィン/河のうた（ハックルベリィの冒険 主題歌・ED）
- 猫目小憎/見ろよ！この目を（妖怪伝 猫目小僧 主題歌・ED）
- たたかえ!ガ・キーン/猛と舞のうた（マグネロボ ガ・キーン 主題歌・ED 共に水木一郎とのデュエット）
- キャンディ・キャンディ/あしたがすき（キャンディ・キャンディ 主題歌・ED）
- リトル・ルルとちっちゃい仲間/わたしはルル（リトル・ルルとちっちゃい仲間 主題歌・ED）
- 青春フィーバー/太陽の子（ドカベン 主題歌・ED、水木一郎らと共に「コロムビア・オールスターズ」として）
- あしたへアタック/バレーボールが好き（あしたへアタック! 主題歌・ED）
- われらの命ソロン号（氷河戦士ガイスラッガー ED）
- ボルテスVの歌（超電磁マシーン ボルテスV 主題歌）
- なかまっていいな（超人戦隊バラタック ED）
- 野球狂の詩/勇気のテーマ（野球狂の詩 主題歌、コロムビア男性コーラスとのスキャット・勇気編ED）
- 魔女っ子チックル/チックルチーコのチャチャチャ（魔女っ子チックル 主題歌・ED）
- 一球さん（一球さん ED）
- 宇宙魔神ダイケンゴーの歌（宇宙魔神ダイケンゴー 主題歌）
- 明日夢みて（科学忍者隊ガッチャマンII ED、ささきいさおとのデュエット曲）
- よんでいる（まんがこども文庫 主題歌）
- 花の子ルンルン（花の子ルンルン 主題歌）
- 恋の花占い/ライラックの花言葉（花の子ルンルン 挿入歌）
- ダルタニアスの歌（未来ロボ ダルタニアス 主題歌）
- 花のなかの花（円卓の騎士物語 燃えろアーサー ED）
- ハローララベル/魔法少女ララベル（魔法少女ララベル 主題歌・ED）
- 愛はいつ？/春の兆し（若草物語 主題歌・ED）
- おもかげ星（ヤマトよ永遠に 劇中歌）
- 銀河伝説（ヤマトよ永遠に 劇中歌、岩崎宏美が歌った同曲を堀江の歌唱で「宇宙戦艦ヤマト 主題歌ヒット曲集」に収録）
- 愛の生命（同上）
- 別離（宇宙戦艦ヤマトIII ED）
- ハロー!サンディベル/白い水仙（ハロー!サンディベル 主題歌・ED）
- 走れ!ジョリィ/ふたりで半分こ（名犬ジョリィ 主題歌・ED）
- だれかが私を待っている（オズの魔法使い 主題歌）[注釈 3]
- 恋は突然（愛してナイト 主題歌）
- ボーイフレンド（夢戦士ウイングマン 挿入歌）
- ぼくたち地球人/青空っていいな（ドラえもん（テレビ朝日版） ED）
- わくわくサンタクロース/ちいさい○がひろがって（森のトントたち 主題歌・ED）
- あなたに真実一路（Dr.スランプ アラレちゃん ED）
- ゆかいな大脱走/ドリーム・オブ・ユー（藤子不二雄ワイド/藤子不二雄ワールド 主題歌・ED)
- 星屑のシャンデリア/夢色天使（愛少女ポリアンナ物語 挿入歌）
- ビューティフル・チャイルド－BEAUTIFUL CHILD－/ファイナル・ソルジャー－FINAL SOLDIER－/女神（アテナ）の子守歌〜Lullaby〜（聖闘士星矢 挿入歌）
- CROSS FIGHT!（破邪大星ダンガイオー 主題歌、水木一郎とのデュエット曲）
- キテレツ大百科のうた（スペシャル版 キテレツ大百科 主題歌）
- 君がいるから（映画ドラえもん のび太のパラレル西遊記 主題歌、こおろぎ'73とのデュエット）
- Fly away-夢の飛行機-/GO!GO!マイフレンド（どんどんドメルとロン 主題歌・ED）
- 愛こそヒーロー/ハロー グッバイ〜終わらないパレード〜（いきなりダゴン 主題歌・ED）
- ぼくが飛んでた…（藤子不二雄ワールド/ビリ犬なんでも商会 ED）
- ひみつのアッコちゃん/DON'T YOU…?（ひみつのアッコちゃん（第2作） 主題歌・ED）
- グローイング・アップ/キミの風（私のあしながおじさん 主題歌・ED）
- I'll be home（妖精ディック ED）
- 太陽を追いかけて/思い出の鏡（風の中の少女 金髪のジェニー 主題歌・ED）
- あそぼトイちゃん/トイちゃんたらっタ（あそぼトイちゃん 主題歌・初代ED）
- ゴールデンクイーン・ギャラクシア（美少女戦士セーラームーン セーラースターズ キャラクターソング）
- 我ら ザ･ドラえもんズ（映画ザ☆ドラえもんズ おかしなお菓子なオカシナナ? 主題歌、水木一郎とのデュエット）
- 不思議を探そう/大好き! Oh! my town!（ぐるぐるタウンはなまるくん ED）
- HALLELUYAH（ビーストウォーズメタルス 超生命体トランスフォーマー ED）
- 僕らの宝箱（ビックリマン2000 ED）
- ぼくらの元気（映画ザ☆ドラえもんズ ドキドキ機関車大爆走! 主題歌）
- 電光超特急ヒカリアン（電光超特急ヒカリアン 主題歌）
- ギャラクシー☆ばばんがBang!（ギャラクシーエンジェル (アニメ) OP第14回のみ）
- 悲しみは天に還して（SUBMARINE SUPER 99 ED）
- 塹壕の棺（ザンゴウノヒツギ）（神魂合体ゴーダンナー!! ED）
- お茶犬☆ロック（お茶犬〜「ほっ」とものがたり〜 主題歌）
- ENGAGE!!!ゴーダンナー/最愛（神魂合体ゴーダンナー!!SECOND SEASON、主題歌・挿入歌 主題歌は水木一郎とのデュエット曲）
- 風の少女（風の少女エミリー 主題歌）
- 笑顔のループ（ジュエルペット ED）
- 風の歌、星の歌、私の歌（ねぎぼうずのあさたろう第32-47話ED）
- キミのひかり（映画ドラえもん のび太と奇跡の島 〜アニマル アドベンチャー〜挿入歌）
- ニュームーンに恋して（美少女戦士セーラームーンCrystal 第3期 Act.30〜33 主題歌第2弾）
- ムツミの歌（ザ☆ウルトラマン 挿入歌[18]）

### 特撮ソング
- かぐや姫先生のうた（好き! すき!! 魔女先生 主題歌）
  - 月光の子守唄（好き! すき!! 魔女先生 副主題歌）
- きょうもたたかうストロンガー/ストロンガーアクション（仮面ライダーストロンガー ED、水木一郎とのデュエット曲）
  - 戦え!七人ライダー（水木一郎とのデュエット曲）
  - カブトローブギ（水木一郎とのデュエット曲）
  - ストロンガーかぞえうた（水木一郎とのデュエット曲）
  - それゆけタックルちゃん
  - ストロンガー絵かきうた
  - 胸にかがやくSマーク
- 進め! ゴレンジャー（秘密戦隊ゴレンジャー 主題歌、ささきいさおとのデュエット曲）
  - ナゾナゾのミドレンジャー（ささきいさおとのデュエット曲）
  - ゴレンジャーストーム（ささきいさおとのデュエット曲）
  - 花のモモレンジャー
  - ゴレンジャー絵かきうた
- くだものやさいへんちくりん（宇宙鉄人キョーダイン挿入歌、劇中での題名は「はなつみのうた」）
- 斗え忍者キャプター/大空のキャプター（忍者キャプター 主題歌・ED、水木一郎とのデュエット曲）
- キャプたん Chu-Chu-Chu〜原曲「斗え！忍者キャプター」〜(非公認戦隊アキバレンジャー シーズン痛（2）第４痛「妄想女神」ED)
- ぐるぐるメダマンおばけだぞ/みんなあつまれ!メダマンおどり（ぐるぐるメダマン 主題歌・ED）
- ふりむけばDanger!（キャプテンパワー 日本版主題歌）
- white light〜ガオホワイト 冴のテーマ〜（百獣戦隊ガオレンジャー 挿入歌）
- 燃えろ!スーパー戦隊魂!!（百獣戦隊ガオレンジャーVSスーパー戦隊 主題歌、水木一郎とのデュエット曲）
- ハイパーボッツのテーマ/ハイパーボッツえかきうた（ハイパーボッツ 主題歌・ED）
- Buddy Murphy ～マーフィーはともだち（特捜戦隊デカレンジャー 挿入歌）
- 冒険パンチ！（轟轟戦隊ボウケンジャー 挿入歌）
- 超忍者隊イナズマ!! SPARK（超忍者隊イナズマ!!SPARK 主題歌）
- 全界合体!ジュラガオーン（機界戦隊ゼンカイジャー挿入歌、ささきいさおとのデュエット曲）[19]

### ドラマソング
- プールに賭けた青春（金メダルへのターン! 主題歌）
- きめろ!スマッシュ（コートにかける青春 主題歌）
- 哀愁のスキャット/別れを告げて旅に出る（大非常線 主題歌・ED） - ほりえみつこ名義
- 燃えろアタック（燃えろアタック 主題歌）
- だって花よめですもの/天使よ聞いて（花よめは16歳 主題歌・ED）
- タンゴむりすんな!/はっちゃく音頭/そいつぁだれだ!/バンバンビンビンはっちゃめちゃ（あばれはっちゃくシリーズ 主題歌・ED）
- なかよしハロー/星空とやくそく（なかよしケンちゃん 主題歌・ED）
- いっしょに小石を拾いませんか（五街道まっしぐら! 主題歌）
- 紅い稲妻（紅い稲妻 主題歌）
- 雨上がりの空（虹を織る イメージソング）

### ゲームソング
- 進め!ドリラー（ミスタードリラーシリーズ 主題歌）
- 希望の空（mixiアプリ・ピアノ狂想曲 主題歌）
- 響け！太鼓の達人 (太鼓の達人、水木一郎、影山ヒロノブとのデュエット曲)
- リブルとラブルのマジカルファンタジー (太鼓の達人 とびっきり！アニメスペシャル)
- 鋼鉄のコクピット（スーパーロボット大戦α α外伝）

### テレビ出演
- 歌はともだち（NHK総合、1968年度）
- なかよしリズム（NHK教育、1972年度）
- 土曜奥様ショー（NETテレビ（現テレビ朝日）、1974年）（高島忠夫とともに司会を務める）
- 宇宙鉄人キョーダイン（TBSテレビ、1976年 - 1977年）白川エツコ役
- チビッ子祭り!正義のヒーロー総出演（NETテレビ（現テレビ朝日）、1976年7月31日）（水木一郎、ささきいさおと司会を務める）
- うたって・ゴー（NHK教育、1978年度・1981年度）
- オールスター家族対抗歌合戦（フジテレビ、1979年7月29日）（ささきいさお、水木一郎、大杉久美子、こおろぎ'73とともに出場）
- レッツゴーヤング（NHK総合、1981年頃）（「走れジョリィ」を歌唱）
- クイズダービー（TBS）
- クイズタイムショック（テレビ朝日、1983年）（「アニメ声優特集」の回に出場）
- テレビ探偵団SP（TBSテレビ、2001年）
- 花の駐在さん（朝日放送）
- 一枚の写真（フジテレビ）
- ミューズの晩餐（テレビ東京）
- 「フジヤマ☆スタア（関西テレビ=大阪のみ、2007年5月18日）（この回はメインゲストが水木で、その途中から登場した）
- 第41回思い出のメロディー（NHK総合、2009年8月22日）
- レディス4（テレビ東京、2010年9月16日）（ささきいさおとともにゲスト出演）
- 歌の楽園（テレビ東京、2010年10月24日）
- どれみふぁワンダーランド（NHK-BS2、2010年11月6日）
- 月曜プレミア!『1万人が選んだアニメソングBEST20＆懐かしの名場面』（テレビ東京、2011年8月15日）（ささきいさお、水木一郎、前川陽子、岩崎良美らとともに出演）
- BS日本のうた（NHK BSプレミアム、2012年4月15日）（神奈川県・秦野市文化会館で公開収録）
- 関ジャニの仕分け∞（テレビ朝日、2012年6月9日）
- カスペ! 「ハモネプスターリーグ 芸能人アカペラ選手権」（フジテレビ、2012年6月12日）(水木一郎、串田アキラ、AKINO from bless4らとともに出演）
- X年後の関係者たち（2022年 BS-TBS）

### ラジオ出演
- 今夜も大入り!渋谷・極楽亭（NHKラジオ第1 2010年12月18日）
- ラジオあさいちばん(ラジオの前のそこが特等席)（NHKラジオ第1 2012年8月25日）
- オー!サンデー、ミッチとアキラの底抜け日曜拳銃[注釈 4]（ニッポン放送、1979年ごろ）
- 根本美緒のウェルエイジングライフ（ニッポン放送 2011年8月8日8月15日）
- ハローこちらミッチ放送局（CBCラジオ 1979年 - 1991年）[5]
- ラジオコロちゃんパック（ラジオ関西 2001年ごろ）
- ミッチの独言倶楽部（MBSラジオ、1977年 - 1991年）[5]
- MBSヤングタウン月曜日（MBSラジオ、1981年10月 - 1983年3月）[5]
- あしたがすき（バーディ企画製作 ラジオ関西他 2007年）
- 大崎潔の昭和歌謡にゾッコン!（ミュージックバード 2022年1月1日 - 3月26日）
- アニソン・アカデミー（NHK-FM 2018年9月8日、2020年3月28日、5月9日、5月16日）

### NHKみんなのうた出演
▲はラジオのみの再放送。
| 放送期間                                       | 曲目             | コーラス・デュエット                                     | 再放送 | 備考   |
| ---------------------------------------------- | ---------------- | -------------------------------------------------------- | --- | ------ |
| 1976年（昭和51年）10月 - 11月                  | 冬の日の子守唄   | （なし）                                                 | （なし） | [ 20 ] |
| 1977年（昭和52年）8月 - 9月                    | わたしのふるさと | （なし）                                                 | （なし） | [ 21 ] |
| 1981年（昭和56年）2月 - 3月                    | 走れジョリィ     | ベルギーの子どもたち                                     | 2006年（平成18年）12月 - 2007年（平成19年）1月▲ 2012年（平成24年）3月26日 2012年（平成24年）4月3日 2017年（平成29年）12月6日 2023年（令和5年）6月 - 7月 | [ 23 ] |
| 1981年（昭和56年）8月 - 9月                    | ふたりで半分こ   | 市場衛 ティティーネ＆チルドレンコーラス 森の木児童合唱団 | 1983年（昭和58年）4月 - 5月 1986年（昭和61年）8月24日                                                                                                   | [ 25 ] |
| 1984年（昭和59年）6月 - 7月                    | モンキーパズル   | （なし）                                                 | 2011年（平成23年）6月 - 7月 2018年（平成30年）6月 - 7月▲ 2022年（令和4年）8月 - 9月                                                                     |        |
| 1985年（昭和60年）12月 - 1986年（昭和61年）1月 | 母さんは雪おんな | （なし）                                                 | 1986年（昭和61年）2月8日 1986年（昭和61年）12月29日 |        |
| 1994年（平成6年）6月 - 7月                     | きみのて         | （なし）                                                 | 1997年（平成9年）12月 - 1998年（平成10年）1月▲ 2014年（平成26年）12月 - 2015年（平成27年）1月▲                                                          |        |
| 1995年（平成7年）6月 - 7月                     | 赤ちゃん         | （なし）                                                 | （なし） |        |

### その他
- 堀江美都子ライブショー(1982年5月26日19時および21時、新宿ルイード、1700円[28]
- 堀江美都子ファンの集いと新曲発表会(1982年6月12日16時渋谷東横劇場[29])
- アルバム『陽気なフォスター』1971年9月発売。よく知られているスティーブン・フォスターの歌曲で、「詩をコミカルに変えてパロディ化」というのが当時の製作意図である。
- 『南の島のハメハメハ大王』1976年6月発売（みんなのうた コロムビア版カバー、川橋啓史の『山口さんちのツトム君』のシングルレコードB面に収録）
- 『はたらくくるま』（ひらけ!ポンキッキ コロムビア版カバー）

## 出演（声優業）
太字はメインキャラクター。

### テレビアニメ
1978年
- 宇宙魔神ダイケンゴー（クレオ）

1979年
- コラルの探検（千代太郎、ナレーション）
- 大恐竜時代（レミ）

1980年
- 魔法少女ララベル（1980年 - 1981年、ララベル）

1983年
- Dr.スランプ アラレちゃん（1983年 - 1986年、キャラメルマン4号 / オボッチャマン）
- 愛してナイト（三田村八重子）

1984年
- キャッツ♥アイ（第2期）（黒川紀子）
- 夢戦士ウイングマン（美森くるみ）

1985年
- 小公女セーラ（ドナルド・カーマイケル）
- プロゴルファー猿（1985年 - 1988年、若葉）
- ルパン三世 PARTIII（アン）

1986年
- 宇宙船サジタリウス（シビップ）
- 愛少女ポリアンナ物語（ポリアンナ・フィティア）

1987年
- グリム名作劇場（1987年 - 1988年、妖精、ナレーション、赤ずきん、王女、ばら紅、カーシャ、野ばら姫、シンデレラ 他）
- ゲゲゲの鬼太郎（第3作）（ニクス）
- ドラゴンボール（1987年 - 1988年、オボッチャマン、ウパ）

1988年
- いきなりダゴン（リリィー）
- シティーハンター2（宝田翔子）
- 小公子セディ（コッキー）
- 新グリム名作劇場（1988年 - 1989年、王女、ナレーション、リリー、マリア、ラプンツェル、ヒルデガルド、末娘、クリスチーネ、姫、ヒナB、狩人の妻 他）
- 新プロゴルファー猿（若葉）
- 聖闘士星矢（ヒルダ）
- 闘将!!拉麵男（ウズラ）
- ひみつのアッコちゃん（第2期）（アッコ）

1989年
- エスパー魔美（春野かおり）
- ビリ犬なんでも商会（アカリ）

1990年
- 私のあしながおじさん（ジュディ・アボット）

1991年
- まじかる☆タルるートくん（座剣邪寧代）

1992年
- 風の中の少女 金髪のジェニー（ジェニー・マクダウェル、ナレーション）
- Dr.スランプアラレちゃん‘92お正月スペシャル（オボッチャマン）

1995年
- ムスティ（全登場キャラ）

1996年
- 家なき子レミ（レミ・バルブラン）
- 美少女戦士セーラームーンセーラースターズ（ギャラクシア）

1997年
- キューティーハニーF（エレクトリックパンサー）

1998年
- ひみつのアッコちゃん（第3期）（鏡の国の女王）

1999年
- ミスタードリラーシリーズ（ホリ・ススム、プチ、アンナ・ホッテンマイヤー）

2002年
- 電光超特急ヒカリアン（スグルのママ）

2003年
- SUBMARINE SUPER 99（森木深雪）

2005年
- モンチッチ（ナレーション）

2007年
- 風の少女エミリー（ルーシー）
- 祝!(ハピ☆ラキ)ビックリマン（ミッチ）
- シグルイ（近藤涼之介）
- 人形アニメーション リカちゃん（ママ、ナレーション）

2008年
- ポルフィの長い旅（モニカ）

2009年
- こんにちは アン 〜Before Green Gables（ジェシー・グレッソン）
- ねぎぼうずのあさたろう（ゆりねのお仙）

2017年
- リトルウィッチアカデミア（ウッドワード）

2018年
- りゅうおうのおしごと!（雛鶴亜希奈）

### 劇場アニメ
1984年
- Dr.スランプ アラレちゃん ほよよ!ナナバ城の秘宝（オボッチャマン）

1985年
- カムイの剣（チオマップ）
- Dr.スランプ アラレちゃん ほよよ!夢の都メカポリス

1986年
- プロゴルファー猿 スーパーGOLFワールドへの挑戦!!（若葉）

1987年
- プロゴルファー猿 甲賀秘境!影の忍法ゴルファー参上!（若葉）

1988年
- ドラゴンボール 摩訶不思議大冒険（ウパ）

1989年
- ギャラガ HYPER PSYCHIC GEO GARAGA（アン）
- にんげんの詩（ミツコ）
- ひみつのアッコちゃん（アッコ）
- ひみつのアッコちゃん 海だ!おばけだ!夏まつり（アッコ）

1991年
- まじかる☆タルるートくん 燃えろ!友情の魔法大戦（座剣邪寧代）

2010年
- とびだす絵本3D（歌と声）

### OVA
1985年
- 夢次元ハンターファンドラ（ファンドラ）

1987年
- 破邪大星ダンガイオー（ディラ）

1988年
- 湘南爆走族4-ハリケーン・ライダーズ-（絵美子）

1989年
- 超人ロック ロードレオン（フローラ）

1990年
- 電脳都市OEDO808（オキョウ〈城之内京子〉）

1993年
- EDDY&EMMY イニシャルリングは二人で（エミィ）
- カエルの王様（ナレーション）

1996年
- 覚悟のススメ（掘江罪子）

2001年
- キカイダー01 THE ANIMATION（ミエ子 / ビジンダー）

### Webアニメ
- 聖闘士星矢 黄金魂 -soul of gold-（2015年、ヒルダ）

### ゲーム
- 覚悟のススメ（罪子）
- 聖闘士星矢 ソルジャーズ・ソウル（ヒルダ）
- 電脳都市OEDO808 獣の属性（オキョウ〈城之内京子〉）
- 太鼓の達人シリーズ（『すすめ!ドリラー』、『響け!太鼓の達人』、『魔法使いサリー』、『きっと・もっと・ずっと』、『リブルとラブルのマジカルファンタジー』などを歌唱）
  - 太鼓の達人3
  - 太鼓の達人4
  - 太鼓の達人 タタコンでドドンがドン
  - 太鼓の達人 とびっきり!アニメスペシャル
  - 太鼓の達人8
  - 太鼓の達人12 増量版
- ドラゴンボールZ Sparking!METEOR（ウパ）
  - ドラゴンボール 天下一大冒険（ウパ）
  - ドラゴンボールDS2 突撃!レッドリボン軍（ウパ）
- マジクール（メルヴィ）
- 魔女っ子大作戦（ララベル）
- ミスタードリラーシリーズ（ホリ・ススム、プチ、アンナ・ホッテンマイヤー、ナレーション、トニー・カーク・ホルノスキー、トビ・マスヨ、ヒタル[要出典]）
  - ミスタードリラー
  - ミスタードリラー2
  - ミスタードリラーグレート
  - ミスタードリラーA ふしぎなパクテリア
  - ミスタードリラー ドリルランド
  - ミスタードリラー ドリルスピリッツ
- ぷよぷよ!!クエスト（2019年、オボッチャマン[48]）

### 吹き替え
- ウエスト・サイド物語（マリア〈ナタリー・ウッド〉）1990年テレビ放送版
- グリース2（ステファニー〈ミシェル・ファイファー〉）
- 特捜刑事マイアミ・バイス シーズン2 #1 （マーガレット〈スーザン・ヘス〉）
- 飛べ、バージル/プロジェクトX（テリー・マクドナルド〈ヘレン・ハント〉）1991年2月9日「ゴールデン洋画劇場」
- 初体験/リッジモント・ハイ（リンダ・バレット〈フィービー・ケイツ〉）
- プライベイトスクール（クリス〈フィービー・ケイツ〉）
- ファミリータイズ（マロリー・キートン）
- ボルテスV レガシー（マリアンヌ・アームストロング〈カーラ・アベラーナ〉[49]）
- 宇宙家族ジェットソン（ジュディ・ジェットソン）

### オーディオブック
- 『カドカワ・カセット・ブック 聖刻の書 ファラオの溜息』角川書店、1990年12月1日発売、ISBN 4049050595 （テア・メレイ・メル）

### 特撮
- 海賊戦隊ゴーカイジャー THE MOVIE 空飛ぶ幽霊船（ベロンの声）

### その他
- ピノキオの冒険旅行（ピノキオ）
- サンリオピューロランド（エミィ）
- ハーモニーランド（エミィ）

## 出演（女優業）
- おらあガン太だ（1974年 - 1975年、フジテレビ）
- 家なき子（1974年 - 1975年、TBS）：三崎まどか
- 宇宙鉄人キョーダイン（1976年 - 1977年、毎日放送）：白川エツ子少尉（劇中歌も担当）
- 非公認戦隊アキバレンジャー シーズン痛（2）第4痛「妄想女神」（2013年、BS朝日）：横山靖子 / 堀美江都子

## ディスコグラフィ

### シングル
ほりえみつこ名義
- 12歳の神話/大人の世界（1970年3月10日、C-3101）
- わたしの恋人/去年の今日はなにをしてたの（1970年、C-3107）
- 哀愁のスキャット/別れをつげて旅に出る（1976年3月、P-451） - A面はNETテレビ「大非常線」主題歌
- いっしょに小石を拾いませんか/こころの旅（1976年12月、PK-33） - A面はNETテレビドラマ「五街道まっしぐら」主題歌

堀江美都子名義
| # | 発売日          | A/B面 | タイトル                     | 作詞              | 作曲               | 編曲       | 規格品番 |
| - | --------------- | ----- | ---------------------------- | ----------------- | ------------------ | ---------- | -------- |
| 1 | 1978年 12月25日 | A面   | 夕焼けのふたり               | 田中のぶ          | 萩田光雄           | 萩田光雄   | CK-518   |
| 1 | 1978年 12月25日 | B面   | アイツと私                   | 田中のぶ          | 三木たかし         | 萩田光雄   | CK-518   |
| 2 | 1980年 12月     | A面   | 虹を織る                     | 寺邑陽子          | 田中正史           | 青木望     | AK-757   |
| 2 | 1980年 12月     | B面   | 萩 恋ごころ                  | 武鹿悦子          | 田中正史           | 青木望     | AK-757   |
| 3 | 1981年 4月      | A面   | だれかが私を待っている       | 山川啓介          | 小田裕一郎         | 久石譲     | CK-584   |
| 3 | 1981年 4月      | B面   | 1＋1は何?                    | 山川啓介          | 小田裕一郎         | 久石譲     | CK-584   |
| 4 | 1981年 9月      | A面   | ピュア・モーニング           | 竜真知子          | 馬飼野康二         | 田辺信一   | CH-104   |
| 4 | 1981年 9月      | B面   | Dr.マジック                  | 竜真知子          | 穂口雄右           | 穂口雄右   | CH-104   |
| 5 | 1982年 6月      | A面   | 茅ヶ崎メモリー               | 宮下康仁          | 新田一郎           | 新田一郎   | AH-226   |
| 5 | 1982年 6月      | B面   | 波色シャンプー               | 宮下康仁          | 吉田美智子         | 新田一郎   | AH-226   |
| 6 | 1982年 10月     | A面   | Coffee                       | 杉信香 吉岡治     | 西直樹             | 馬飼野康二 | AH-267   |
| 6 | 1982年 10月     | B面   | 弱虫ママ                     | 清水静江 倉田良江 | 古田喜昭           | 馬飼野康二 | AH-267   |
| 7 | 1983年 2月      | A面   | あふれる想い                 | 嶺岸未来          | R.Bruno E.Schwartz | 馬飼野康二 | AH-297   |
| 7 | 1983年 2月      | B面   | 愛はロンリー・ウィークエンド | 大貫妙子          | N.Karvelas         | 矢野立美   | AH-297   |
| 8 | 1983年 7月      | A面   | 素直になれなくて             | 堀江美都子        | 堀江美都子         | 丸山恵市   | AH-356   |
| 8 | 1983年 7月      | B面   | 愛さずにいられない           | あさみあきお      | あさみあきお       | 丸山恵市   | AH-356   |
| 9 | 1996年 3月30日  | 01    | 愛しい人へ                   | 田辺智沙          | 田辺智沙           | 戸塚修     | CODC-907 |
| 9 | 1996年 3月30日  | 02    | 何でもない日                 | 佐藤ありす        | 鈴木キサブロー     | 戸塚修     | CODC-907 |

### アルバム
- オリジナル・アルバム

| 枚 | 発売日         | タイトル         | 規格品番  |
| -- | -------------- | ---------------- | --------- |
| 1  | 1980年11月25日 | EMOTION          | CX-7006   |
| 2  | 1981年8月25日  | IMAGE            | CX-7027   |
| 3  | 1982年6月21日  | Ready MADONNA    | AF-7128   |
| 4  | 1983年1月21日  | Weekend          | AF-7176   |
| 5  | 1983年7月21日  | 素直になれなくて | AH-356    |
| 6  | 1985年2月21日  | Live in Egg-man  | AF-7344   |
| 7  | 1986年2月21日  | IN MY HEART      | AF-7414   |
| 8  | 1986年12月1日  | SING IT!         | 33CA-1290 |

- ミニ・アルバム

| 枚 | 発売日         | タイトル           | 規格品番 |
| -- | -------------- | ------------------ | -------- |
| 1  | 1981年12月25日 | ミッチの独言倶楽部 | CX-7045  |

- ベスト・アルバム

| 枚 | 発売日         | タイトル                                                 | 規格品番                        |
| -- | -------------- | -------------------------------------------------------- | ------------------------------- |
| 1  | 1971年5月10日  | テレビ主題歌ヒットアルバム 堀江美都子とともに            | KKS-20065                       |
| 2  | 1977年3月25日  | 堀江美都子 テレビアニメーションの世界                    | CW-7117                         |
| 3  | 1978年5月25日  | 堀江美都子 アニメロマンの世界                            | CS-7057                         |
| 4  | 1978年11月21日 | 堀江美都子 ベスト24                                      | CW-7192/3                       |
| 5  | 1979年12月21日 | 堀江美都子 ニューヒットベスト16                          | CS-7152                         |
| 6  | 1980年6月10日  | ミッチの部屋                                             | CS-7196/7                       |
| 7  | 1981年10月21日 | 堀江美都子 アニメ・ベスト・ヒット                        | CQ-7068                         |
| 8  | 1982年9月      | 熱唱! アニメ・ヒロイン 堀江美都子 アクションアニメを歌う | CZ-7186                         |
| 9  | 1984年6月21日  | 堀江美都子 オリジナルベスト12                            | 35C31-7170                      |
| 10 | 1989年6月21日  | デビュー                                                 | CC-3596                         |
| 11 | 1989年8月21日  | 堀江美都子 20周年記念リサイタル                          | Vol.1：48HC-351 Vol.2：48HC-352 |
| 12 | 1993年10月21日 | MITSUKO HORIE ORIGINAL BEST ALBUM                        | COCC-11007                      |
| 13 | 1995年8月19日  | 堀江美都子 Best & Best                                   | COCC-12813/4                    |
| 14 | 1996年6月21日  | 堀江美都子 〜ハートフルコンサート〜                      | COCC-13490/1                    |
| 15 | 1997年11月21日 | 回帰骨董音楽箱                                           | COCC-14590                      |
| 16 | 1999年6月19日  | 堀江美都子 30th Anniversary MICCHI 100% 〜あしたがすき〜 | COCX-30415/7                    |
| 17 | 2004年10月20日 | 心のうた 〜癒しの歌声〜 堀江美都子BEST                   | COCX-32945                      |
| 18 | 2009年3月4日   | MITSUKO HORIE 40th ANNIVERSARY BEST                      | COCX-35373                      |
| 19 | 2009年12月29日 | 40th Anniversary 〜ミッチの独言倶楽部2009〜              | COZX-413/4                      |
| 20 | 2010年3月17日  | MITSUKO HORIE 40th Anniversary 〜Encore〜                | COZX-429/30                     |
| 21 | 2014年11月19日 | 堀江美都子 レア・グルーヴ・トラックス                    | COCX-38855                      |
| 22 | 2015年4月1日   | ベスト・オブ・ベスト 堀江美都子                          | COCX-39014                      |
| 23 | 2019年4月24日  | 平成の堀江美都子                                         | COCX-40748                      |
| 24 | 2020年2月12日  | デビュー50周年記念ベストアルバム「One Girl BEST」        | COCX-41055/6                    |

- カバーアルバム

| 枚 | 発売日        | タイトル                                      | 規格品番   |
| -- | ------------- | --------------------------------------------- | ---------- |
| 1  | 2020年2月12日 | デビュー50周年記念カバーアルバム「One Voice」 | COCX-41057 |

- テレビまんが主題歌のあゆみ

| 枚 | 発売日        | タイトル                                | 規格品番    |
| -- | ------------- | --------------------------------------- | ----------- |
| 1  | 1987年7月21日 | 堀江美都子 テレビまんが主題歌のあゆみ   | 56CC-1676/7 |
| 2  | 1987年12月1日 | 堀江美都子 テレビまんが主題歌のあゆみII | 56CC-2021/2 |

- 歌のあゆみ

堀江の持ち歌を、初出音盤の発売順に収録するという企画。1983年9月、4枚組のLPレコードBOXとして発売。シリーズ化され、合計3組のLPレコードBOXが発売された。
1988年から1996年にかけ、各3枚組のCD-BOXとして、合計7組が発売。その後、長らく途絶えていたが、2009年8月発売のデビュー40周年BOXに『歌のあゆみ8』が含まれ、同12月には『歌のあゆみ8』が単独（3枚組）で発売された。
| 枚 | 発売日                      | タイトル                                                                                | 規格品番（CD）            |
| -- | --------------------------- | --------------------------------------------------------------------------------------- | ------------------------- |
| 1  | 1988年11月21日              | 歌のあゆみ1 少女期の想い出                                                              | 72CC-2965/7               |
| 2  | 1989年1月21日               | 歌のあゆみ2 はつらつ青春時代                                                            | 72CC-3094/6               |
| 3  | 1989年3月10日               | 歌のあゆみ3 スター誕生!!                                                                | 72CC-3260/2               |
| 4  | 1988年9月21日               | 歌のあゆみ4 輝けるアニメの女王                                                          | 72CC-2651/3               |
| 5  | 1990年3月21日               | 歌のあゆみ5 歌は心にこだまする                                                          | CC-4677/9                 |
| 6  | 1992年3月21日               | 歌のあゆみ6 今日から明日への前奏曲                                                      | COCC-9687/9               |
| 7  | 1996年5月21日               | 歌のあゆみ7 Heartful                                                                    | COCC-13415/7              |
| 8  | 2009年8月5日 2009年12月23日 | MITSUKO HORIE 40th〜ANNIVERSARY BOX〜 歌のあゆみ8（『...〜ANNIVERSARY BOX〜』より分割） | COZX-396/408 COCX-35931/3 |

- Dear Friend

水木一郎とのデュエット楽曲をまとめた企画アルバムで、一部新曲も収録。
| 枚 | 発売日         | タイトル                                                   | 規格品番   |
| -- | -------------- | ---------------------------------------------------------- | ---------- |
| 1  | 1993年4月21日  | Dear Friend                                                | COCC-10599 |
| 2  | 2007年12月26日 | 水木一郎・堀江美都子/Dear Friend 2007 〜ふたりのアニソン〜 | COCX-34641 |

その他、『ジムボタン』『キャンディ♥キャンディ』『魔法少女ララベル』『花の子ルンルン』『ハロー!サンディベル』など、主題歌・挿入歌LPのほぼ全曲を堀江が歌っている場合も多い。

### 参加楽曲
- 翼を持つ者 〜Not an angel Just a dreamer〜（日本動画協会「アニメNEXT_100」プロジェクト公式ソング）[注釈 8]

## 映像作品

### DVD
| 枚 | 発売日        | タイトル                                     | 規格品番    |
| -- | ------------- | -------------------------------------------- | ----------- |
| 1  | 2000年4月21日 | 30th Anniversary MICCHI 120%〜あしたがすき〜 | COBC-4029   |
| 2  | 2013年3月27日 | 堀江美都子TV主題歌大全集                     | COBC-6428/9 |

### VHS
| 枚 | 発売日         | タイトル                            | 規格品番    |
| -- | -------------- | ----------------------------------- | ----------- |
| 1  | 1982年11月21日 | Mitsuko Horie 1982 ONE GIRL CONCERT | 98C61-9008  |
| 2  | 1983年8月21日  | '83 堀江美都子 きらめきの瞬間       | 98C61-9526  |
| 3  | 1983年10月21日 | '83 Micchi One Girl Concert         | 128C61-9033 |

## コマーシャル
- 文英堂（1980年ごろ。参考書「くわしいシリーズ」のCM）

## 著書
- 『ミッチの独言（ひとりごと）倶楽部－堀江美都子エッセイ集』1981年10月 近代映画社